# Pstriná
Pstriná est un village de Slovaquie situé dans la région de Prešov.

## Histoire
Première mention écrite du village en 1497.

## Démographie

### Évolution de la population
| Année:               | 1994. | 2004.    | 2014.   | 2024.   |
| -------------------- | ----- | -------- | ------- | ------- |
| Nombre de personnes: | 89    | 59       | 60      | 65      |
| Différence:          |       | -33,70 % | +1,69 % | +8,33 % |

| Année:               | 2023. | 2024.    |
| -------------------- | ----- | -------- |
| Nombre de personnes: | 59    | 65       |
| Différence:          |       | +10,16 % |